# Una sera, un treno
Una sera, un treno (Un soir, un train) è un film del 1968 diretto da André Delvaux.

## Trama
Professore di lingue in una cittadina fiamminga, Mathias vive una vita senza fantasia e senza storia. Ha una relazione con Anna, scenografa teatrale. Una sera, Mathias prende il treno per recarsi in un'altra città dove deve tenere una conferenza. Anna lo raggiunge e sale sul treno con lui. Durante il viaggio, Mathias scende dal treno che si è fermato in aperta campagna senza motivo. Altre due persone sono con lui. Il treno riparte e i tre restano a terra. Arrivano in una cittadina in uno strano locale per mangiare qualcosa. L'orchestra del ristorante inizia a suonare e la sequenza sfuma con grande maestria sempre più in una visione onirica. In realtà il professore stava "sognando" in stato di shock, infatti si riprende e si rende conto che il treno ha avuto un incidente ed Anna è morta.